# Two-Time Mama
Pour plus de détails, voir Fiche technique et Distribution.
Two-Time Mama est un film muet américain réalisé par Fred Guiol, sorti en 1927.

## Fiche technique
- Titre original : Two-Time Mama
- Réalisation : Fred Guiol
- Photographie : Floyd Jackman
- Montage : Leroy O. Lodwig
- Directeur de production : F. Richard Jones
- Producteur : Hal Roach
- Société de production : Hal Roach Studios
- Société de distribution : Pathé Exchange
- Pays d’origine : États-Unis
- Langue : intertitres en anglais
- Format : Noir et blanc - 35 mm - 1,37:1  -  Muet
- Genre : Comédie
- Longueur : deux bobines
- Date de sortie : 
  - États-Unis : 23 janvier 1927

## Distribution
- Tyler Brooke : Mr. Dazzle (le Diable)
- Anita Garvin : Mrs. Dazzle
- Glenn Tryon : Mr. Brown
- Vivien Oakland : Mrs. Brown
- Gale Henry : Nora / Snoopy, la bonne
- Jackie Hanes :
- Oliver Hardy[1] : le policier
- Joseph Belmont (non crédité) :
- Ham Kinsey (non crédité) : le liftier